# بروناته
بروناته (به ایتالیایی: Brunate) یک کومونه در ایتالیا است که در استان کومو واقع شده‌است.

## خصوصیات
بروناته ۱٫۹۶ کیلومترمربع مساحت و ۱٬۷۳۰ نفر جمعیت دارد و ۷۱۵ متر بالاتر از سطح دریا واقع شده‌است.